# Arma de antimatéria
Arma de antimatéria seria uma arma que faria uso de antimatéria. Armas de antimatéria não existem e são objetos recorrentes na ficção científica. A nave espacial ''Enterprise'' do seriado Jornada nas Estrelas por exemplo, faz uso de torpedos detonados por uma reação de matéria e antimatéria, além de utilizar também a antimatéria como combustível. O livro "Anjos e Demônios" também cita a antimatéria em forma de uma bomba que ameaça explodir a Cidade do Vaticano. O Antimonitor, vilão da DC Comics, criou certa vez um canhão de antimatéria que ele afirmava poder destruir cinco Terras paralelas simultaneamente. Entretanto, alguns exércitos do mundo já planejam e estudam possíveis armas deste tipo. Caso fossem feitos materiais desse tipo viriam diversas vantagens para o ser Humano não precisaria justamente ser usada para destruição, mas também poderiam utilizá-la para a aniquilação de lixo.
A antimatéria é uma poderosa fonte de energia que é capaz de liberar energia com 100 por cento de eficiência (a fissão nuclear é 1,5 por cento eficiente). Ela não é poluente nem radioativa (embora sua aniquilação gere radiação gama), e com apenas uma gota poderia abastecer Nova Iorque durante um dia inteiro. {Anjos e Demônios}.
Uma ressalva porém, é o facto de que um grama da antimatéria tem energia de 20 quilotons de TNT, parecida com uma bomba nuclear, que pode causar estragos devastadores.
Seu uso no futuro ainda é um mistério.
Além de todas estas informações, a antimatéria tem segredos que pode explicar a origem do universo, pois, muitos astrofísicos acreditam que quando o Big-Bang aconteceu, criou tudo "espelhado", ou seja, quando houve a criação da matéria, houve também a criação da antimatéria.